# Tutovîci, Sarnî
Tutovîci (în ucraineană Тутовичі) este localitatea de reședință a comunei Tutovîci din raionul Sarnî, regiunea Rivne, Ucraina.

## Demografie
Componența lingvistică a localității Tutovîci
     Ucraineană (99,53%)
     Alte limbi (0,31%)
Conform recensământului din 2001, majoritatea populației localității Tutovîci era vorbitoare de ucraineană (99,53%), existând în minoritate și vorbitori de alte limbi.